# Frontinhan de Savés
Frontinhan de Savés és un comú occità, situat administrativament al departament de l'Alta Garona, a la regió francesa d'Occitània.